# Podzielony ekran

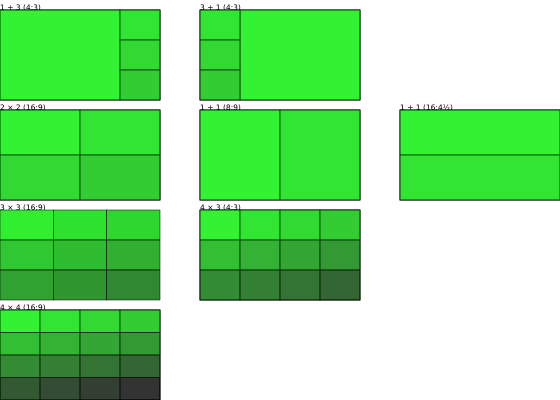
Gra "podzielony ekran".

Podzielony ekran (ang. split screen) – rodzaj gry wieloosobowej, alternatywa dla trybów online, polegający na tym, że kilku graczy – od dwóch do czterech – gra na jednej maszynie, w tym samym czasie, a rozgrywka prezentowana jest na jednym ekranie – każdy z nich pojawia się w wydzielonym miejscu na ekranie. Tryb często spotykany jest w przypadku konsolowych wersji gier z gatunku FPS, jak np. Quake II.